# امانوئل قبریزابیر
امانوئل قبریزابیر (انگلیسی: Amanuel Ghebreigzabhier؛ زادهٔ ۱۷ اوت ۱۹۹۴ ‏(۳۰ سال)) دوچرخه‌سوار اهل اریتره است.
از باشگاه‌هایی که در آن بازی کرده‌است می‌توان به تیم ترک-سگافردو و تیم دایمنشن دیتا اشاره کرد.